# Take a Chance on Me
Esse artigo é sobre a canção. Se procura a coletânea, veja Take a Chance on Me.
Take a Chance on Me é uma canção gravada em 1977 pelo grupo sueco de dance-pop ABBA. Foi o segundo single a ser lançado a partir de seu quinto álbum, chamado simplesmente The Album, e tem aparecido em inúmeras compilações do ABBA, como ABBA Gold: Greatest Hits.

## História
O título provisório de "Take a Chance on Me" era "Billy Boy". Escrita e gravada em 1977 por Benny Andersson e Björn Ulvaeus, foi cantado por Agnetha Fältskog e Anni-Frid Lyngstad, com passagens solo de Fältskog.
As origens da música surgiram de Ulvaeus, cujo passatempo era corrida. Enquanto corria, ele cantava um ritmo "tck-a-ch" para si mesmo, o que soou como "take-a-chance" e então desenvolveu-se as letras da canção.

## Performance
| Paradas(1978)                     | Topo |
| --------------------------------- | ---- |
| Australia (Kent Music Report)     | 12   |
| Austrian Singles Chart            | 1    |
| Belgian Singles Chart             | 1    |
| Canada RPM Top Singles            | 3    |
| Canada RPM Adult Contemporary     | 7    |
| Dutch Singles Chart               | 2    |
| Eurochart Hot 100                 | 1    |
| French Singles Chart              | 10   |
| German Singles Chart              | 3    |
| Irish Singles Chart               | 1    |
| Japanese Singles Chart            | 67   |
| Mexican Singles Chart             | 1    |
| New Zealand Singles Chart         | 14   |
| Norwegian Singles Chart           | 8    |
| Rhodesian Singles Chart           | 2    |
| South African Singles Chart       | 6    |
| Swiss Singles Chart               | 3    |
| UK Singles Chart                  | 1    |
| U.S. Billboard Adult Contemporary | 9    |
| U.S. Billboard Hot 100            | 3    |
| U.S. Cashbox Top 100 Singles      | 1    |

| Parada (1978) | Posição |
| ------------- | ------- |
| Canada        | 55      |
| Switzerland   | 10      |
| UK            | 9       |
| US Billboard  | 32      |